# FLECHA
FLECHA (Feria de Liberación de Espacios Comerciales Hacia el Arte) fue creada en 1991 en Madrid por un colectivo de artistas como contrapunto y espacio alternativo a instituciones oficiales subvencionadas como ARCO. La feria se celebra anualmente durante el mes de febrero en el Centro Comercial Arturo Soria Plaza, y ha sido considerada como un referente en la vida artística y cultural madrileña. En 2002 recibió el premio a la mejor acción de marketing en un centro comercial, otorgado por la Asociación Española de Centros Comerciales. Es su director Jaelius Aguirre.
Cada año los participantes eligen por votación al ganador del premio anual "El Flechazo". Los premiados en las últimas ediciones fueron: Gabriel Fuertes y José Mª Mellado (2003, 1.er y 2º
premio), Roberto Reula y Pilar Pequeño (2004, 1.er y 2º premio), Miguel Reyes y Ube (2005, 1.er y 2º premio). Ube y Rafael García Tejero (2006, 1.er y 2º premio), Joseph Albert y José Juan Botella (2007, 1.er y 2º premio) José Juan Botella y Verónica Bustamante (2008, 1.er y 2º premio).